# Павлова, Наталья Николаевна
Наталья Николаевна Павлова (род. 15 июля 1975) — российская самбистка и дзюдоистка, многократная чемпионка России по самбо, призёр чемпионатов России по дзюдо, неоднократная чемпионка и призёр чемпионатов мира и Европы по борьбе самбо.

## Биография
Заслуженный мастер спорта России. Воспитанница Александра Образцова. Завершила спортивную карьеру. Выпускница Смоленского государственного института физической культуры 1998 года. Тренер-преподаватель высшей категории СДЮСШОР Ржева.

## Спортивные результаты
- Чемпионат России по дзюдо 1994 года — ;
- Чемпионат России по дзюдо 2004 года — ;
- Чемпионат России по дзюдо 2005 года — ;
- Чемпионат России по самбо среди женщин 2005 года — .